# Nixon (film)
Nixon – amerykański film biograficzny z 1995 roku.

## Główne role
- Anthony Hopkins – jako Richard Nixon
- Joan Allen – jako Pat Nixon
- Powers Boothe – jako Alexander Haig
- Ed Harris – jako E. Howard Hunt
- Bob Hoskins – jako J. Edgar Hoover
- E.G. Marshall – jako John Mitchell
- David Paymer – jako Ron Ziegler
- David Hyde Pierce – jako John Dean
- Paul Sorvino – jako Henry Kissinger
- Mary Steenburgen – jako Hannah Nixon
- J.T. Walsh – jako John Ehrlichman
- James Woods – jako H.R. Haldeman

i inni

## Opis
Kolejny kontrowersyjny film Stone’a dotyczący przełomowych wydarzeń w historii Stanów Zjednoczonych.
Jest to portret prezydenta USA Richarda Nixona, który jako jedyny w historii zrezygnował z piastowanego stanowiska, aby uniknąć procedury impeachmentu.
Pierwsze sceny są rekonstrukcją wydarzeń znanych później jako afera Watergate. Obserwujemy zmagania prezydenta i jego ekipy z wychodzącym na jaw skandalem. Przeplatane jest to retrospekcjami z życia Nixona i jego drogą do kariery polityka.
Film otrzymał 4 nominacje do Oscara, za scenariusz, muzykę oraz za kreacje aktorskie Allen i Hopkinsa.

## Nagrody i nominacje
Oscary za rok 1995
- Najlepszy scenariusz oryginalny – Stephen J. Rivele, Christopher Wilkinson, Oliver Stone (nominacja)
- Najlepsza muzyka w dramacie – John Williams (nominacja)
- Najlepszy aktor – Anthony Hopkins (nominacja)
- Najlepsza aktorka drugoplanowa – Joan Allen (nominacja)

Złote Globy 1995
- Najlepszy aktor dramatyczny – Anthony Hopkins (nominacja)

Nagrody BAFTA 1995
- Najlepsza aktorka drugoplanowa – Joan Allen (nominacja)